# 1833年嵩明地震
1833年嵩明地震，是指发生在1833年9月6日（清道光十三年七月二十三日）中国云南嵩明的一场地震，此次地震的震级为Ms 8，烈度达到Ⅹ度以上。地震倒塌房屋48888间，草房38733间，压死6700余人。据修复寺庙的碑记和后人调查资料统计，20座寺庙、亭阁等建筑崩倾倒塌，佛像倾裂。水济五孔石桥摇平，聚川桥、专龙桥震倒，镇水桥塌损。回族坟墓地开裂尺许。杨林的庙宇、民舍几乎倒尽。